# Árpád Vajda
Árpád Vajda (Rimavská Sobota, 2 maggio 1896 – Budapest, 25 ottobre 1967) è stato uno scacchista ungherese.
Principali risultati:
- 1922:  5º a Budapest (vinse da Kornél Havasi)
- 1922:  1º nel torneo B di Londra
- 1923:  2º a Portsmouth
- 1926:  5º a Budapest (vinse Endre Steiner)
- 1927:  5º-7º a Kecskemét (vinse Aleksandr Alechin)
- 1928:  vince a Budapest il Campionato ungherese
- 1928:  5º a Budapest (vinse José Raúl Capablanca)
- 1929:  4º-5º nel torneo di Budapest (vinse Capablanca)
- 1929:  =1º con Adolf Seitz a Ramsgate
- 1934:  4º a Sopron (vinse Rudolf Spielmann)

Vajda rappresentò l'Ungheria in sei olimpiadi degli scacchi dal 1927 al 1937, realizzando in totale +26 –16 =31 (56,8 %). 
Vinse due medaglie d'oro di squadra (alle olimpiadi di Londra 1927 e L'Aia 1929) e due medaglie d'argento di squadra (alle olimpiadi di Amburgo 1930 e Stoccolma 1937).
Nel 1950 la FIDE gli assegnò il titolo di Maestro Internazionale. 